# William James Hushion
William James Hushion (3 novembre 1883-29 janvier 1954) est un homme d'affaires, marchand et député provincial et fédéral du Québec.
Né à Montréal, il a passé sa jeunesse à travailler avec son père avant de fonder sa propre entreprise, nommée W.J. Hushion. Il passa environ 14 ans comme échevin (conseiller municipal) de la ville de Montréal. En 1916, il est défait comme candidat libéral dans la circonscription provinciale de Montréal—Sainte-Anne. Il est ensuite défait en tant que candidat libéral lors des élections de 1917 dans la circonscription fédérale de Saint-Antoine. Lors des élections québécoises de 1923, il est élu dans Montréal—Sainte-Anne. Il démissionna l'année suivante pour se présenter et remporter l'élection partielle de 1924 dans Saint-Antoine. Il sera défait en 1925 et de nouveau en 1930. Il réussit finalement à se faire réélire en 1935 dans la circonscription fédérale de Sainte-Anne.
En 1940, il sera nommé au Sénat sur avis du premier ministre William Lyon Mackenzie King dans la division sénatoriale de Victoria au Québec. Il occupe son siège jusqu'en 1954.